# Carola Schulze
Carola Schulze (* 2. Februar 1949 als Carola Luge in Kranichfeld) ist eine deutsche Juristin.

## Leben
Carola Schulze studierte Rechtswissenschaften und legte 1975 ihre Promotionsarbeit vor. 1976 verteidigte sie an der Akademie für Staats- und Rechtswissenschaft der DDR (ASR) ihre Dissertation A über Probleme der inhaltlichen Gestaltung der subjektiven Rechte der Bürger. Die Promotion B (Habilitation) zum Dr. sc. jur. schloss sie 1980 mit einer Arbeit über Theoretische Probleme der Gesetzgebung und der Rechtsetzungstätigkeit bei der weiteren Gestaltung der entwickelten sozialistischen Gesellschaft ab.
Schulze gehörte neben Gertrud Schubart-Fikentscher, Lola Zahn, Anita Grandke, Wera Thiel und Rosemarie Will zu den ersten Habilitandinnen und Professorinnen im Fach Rechtswissenschaft in Ostdeutschland. Ab 1980 war sie Hochschuldozentin am Institut für Theorie des Staates und des Rechts. Nach ihrer Habilitation war sie dort von 1981 bis 1989 Inhaberin des Lehrstuhls für Rechtstheorie. Ab 1987 war sie Professorin für Öffentliches Recht, außerdem für Verfassungsgeschichte, Rechtsgeschichte, Allgemeine Staatslehre, Rechtstheorie und Rechtsphilosophie an den Vorgängerinstitutionen der Universität Potsdam. Im Zuge der Abwicklung der ASR war Schulze 1990 Professorin und Direktorin der Sektion Öffentliches Recht an der Hochschule für Recht und Verwaltung in Potsdam-Babelsberg.
1994 wurde Schulze als Hochschullehrerin an die neu gegründete Juristische Fakultät der Universität Potsdam berufen. Sie war Dekanin der Juristischen Fakultät der Universität Potsdam und Mitglied im Senat der Universität Potsdam. Ende September 2014 ging Schulze mit Ablauf des Sommersemesters in den Ruhestand.

## Auszeichnungen
- 1980: Karl-Polak-Preis für hervorragende Leistungen junger Wissenschaftler und Studenten an der Deutschen Akademie für Staats- und Rechtswissenschaften Potsdam-Babelsberg

## Schriften (Auswahl)

### Monografien
- Mit Richard Mand: Der Bürger und seine gesellschaftlichen Organisationen (= Recht in unserer Zeit. Band 67). Staatsverlag der DDR, Berlin 1986, ISBN 3-329-00061-9.
- Frühkonstitutionalismus in Deutschland. Nomos Verlag, Baden-Baden 2002, ISBN 3-7890-8160-4.
- Klausurenbuch Rechtsphilosophie. Lit Verlag, Münster 2005, ISBN 3-8258-8358-2.
- Das Recht der öffentlichen Ersatzleistungen. Eine Einführung. Lit Verlag, Berlin 2008, ISBN 978-3-8258-0977-5.

### Herausgeberschaften
- Mit Eckart Klein, Stefan Christoph Saar (Hrsg.): Zwischen Rechtsstaat und Diktatur. Deutsche Juristen im 20. Jahrhundert (= Rechtshistorische  Reihe. Band 326). Lang, Frankfurt am Main 2005, ISBN 3-631-54716-1.
- Aktuelle Probleme des Öffentlichen Rechts in Deutschland und Russland. Lang, Berlin 2011, ISBN 978-3-631-60543-1.
- Wesensmerkmale der deutschen und russischen Staats- und Rechtsordnung. Gemeinsamkeiten und Unterschiede. Materialien des deutsch-russischen Symposiums am 11. und 12. Oktober 2011 in Potsdam. Lang, Berlin 2012, ISBN 978-3-631-60543-1.
- Mit Vladimir I. Fadeev: Verfassungsentwicklung in Russland und Deutschland. Materialien des Russisch-Deutschen Symposiums anlässlich des 20. Jahrestages der Verfassung der Russischen Föderation am 25. und 26. September 2013 an der Universität Potsdam. Universitätsverlag Potsdam, 2014, ISBN 978-3-86956-289-6.